# In fondo alla palude
In fondo alla palude (titolo originale The Bottoms), noto anche con il titolo Sotto gli occhi dell'alligatore, è un romanzo di Joe R. Lansdale, vincitore del premio Edgar Award 2001.

## Trama
La storia è narrata in prima persona da Harry che, ormai anziano e ricoverato in una casa di riposo, ricorda i singolari avvenimenti accaduti alla sua famiglia all'inizio degli anni trenta, quando era ancora ragazzino.
Nella cittadina di Marvel Creek, tra le paludi del Texas orientale, avvengono una serie di cruenti omicidi a sfondo sessuale che colpiscono alcune donne della zona. Harry si ritrova coinvolto in prima persona nelle indagini, sia perché è lo scopritore del primo cadavere, sia perché il padre Jacob è agente di polizia, sia per l'intraprendenza che caratterizza tutti i membri della famiglia (composta anche dalla madre di Harry, May Lynn, dalla sorella Tom e dalla bizzarra nonna).
L'indagine porta il giovane protagonista a contatto con sconvolgenti realtà del mondo adulto, tra cui - in particolare - la piaga della persecuzione razziale ai danni della comunità nera. In uno dei momenti salienti del racconto, infatti, Harry e suo padre tentano invano di salvare il loro innocuo vicino di casa Mose, impiccato e torturato da alcuni cittadini affiliati al Ku Klux Klan, convinti ingiustamente che sia lui il responsabile delle uccisioni.
Affranto per non essere riuscito a impedire il linciaggio, Jacob annega lo sconforto nell'alcool e trascura i suoi doveri di agente e di capofamiglia; il fatto però che nelle settimane seguenti non avvengano altri delitti sembrerebbe deporre per l'effettiva colpevolezza di Mose, sennonché un altro cadavere viene ritrovato: quello della stimata signora Canerton, la bibliotecaria. Harry scopre che il responsabile è l'insospettabile Cecil, dipendente di Jacob, che stava per rendere Tom la sua vittima successiva. Mentre insegue Harry e Tom viene morso da mocassini d'acqua e muore avvelenato, liberando così la comunità dall'incubo.

## Personaggi
Harry Collins
Il narratore della storia.
Tomasina Collins, detta Tom
Sorella minore di Harry
Jacob Collins
Padre di Harry e Tom. Agricoltore, barbiere e agente di polizia.
May Lynn
Moglie di Jacob e madre di Harry e Tom, casalinga.
Mose
Vecchio di razza mista che vive in una capanna sul fiume Sabine. Come si scoprirà nella storia, è il padre naturale di Red Woodrow. Da sua moglie, scomparsa molti anni prima, ha avuto il figlio Telly.
Cecil Chambers
Dipendente di Jacob nella bottega di barbiere. Ha combattuto nella Prima guerra mondiale ed è popolare presso le donne di Marvel Creek; ha un debole epr la signora Canerton.
Old Man Nation
Contadino di Marvel Creek. È un omone dai capelli rossi che ha uno scontro con Jacob quando l'accusa di essere "troppo amico dei negri".
Ethan Nation
Figlio del precedente
Il dottor Taylor
Giovane medico di Marvel Creek. Come Cecil, è popolare tra le donne ed è un reduce della Grande Guerra.
Il dottor Stephenson
Anziano medico di Marvel Creek, razzista e alcolizzato.
La signorina Meggie
Vecchia di colore dall'età ragguardevole (sostiene di essere centenaria), ottima cuoca, benvoluta da tutti i cittadini di Marvel Creek indipendentemente dalla razza. Ha un rapporto particolare con harry, che la considera come una nonna, data la lontananza di quest'ultima. Per le gli omicidi sono opera di un "Travelin' man", ossia un vagabondo in combutta col diavolo. In gioventù era l'amante del padre putativo di Red Woodrow, di cui è anche la madre naturale. Viene ritrovata morta in casa, strangolata con un modus operandi diverso da quello del serial killer. Harry e Jacob sospettano perciò che Red, non accettando l'idea di avere sangue africano nelle vene, l'abbia uccisa.
Pappy Treesome
Mugnaio e commerciante di Pear Creek, unico abitante bianco del luogo.
William Treesome, detto Root
Figlio ritardato ed esibizionista del precedente.
Il dottor Tinn
Medico di colore di Pearl Creek, al quale Jacob si rivolge per le autopsie, confidando nel fatto che sia più capace e aggiornato del dottor Stephenson.
Richard Dale
Ragazzo bianco che vive nelle paludi vicino a Pearl creek, assieme al quale Harry assiste di straforo all'autopsia della prima vittima.
Il reverendo Bail
Pastore di Pearl Creek, che identifica la prima vittima.
Jelda May Sykes
La prima vittima, prostituta che lavorava in un dancing e faceva fatture.
Red Woodrow
Agente di polizia di una contea confinante con quella di Marvel Creek. In gioventù era stato il fidanzato di May Lynn; caduto nel fiume, Jacob gli salvò la vita e la ragazza, impressionata, lo scelse come nuovo partner. Dopo che ha scoperto la verità sulle proprie origini, abbandona in fretta il paese e viene poi ritrovato impiccato e ricoperto di catrame; non è chiaro se si sia trattato di suicidio o di omicidio.
Louise Canerton
Vedova di Marvel Creek, che gestisce una biblioteca privata, dalla quale Harry si serve spesso. Diventa la terza vittima del serial killer.
Old Man Chandler
Vecchio contadino ubriacone che è stato colto di sorpresa da un twister, venendone risucchiato, ma è sopravvissuto. racconta di aver visto il cadavere della seconda vittima, che poi sarebbe rimasto sospeso tra i rami dell'albero dov'è stato trovato.
Janice Jane Williams
Seconda vittima, prostituta.
Telly
Figlio ritardato di Mose, che vive nei boschi. Harry e Tom lo chiamano "l'Uomo-Capra" perché al buio hanno scambiato per corna le tese deformate del suo cappellaccio.
Bill Smoote
Proprietario di una fabbrica di ghiaccio. Jacob gli fa tenere rinchiuso Mose nel suo granaio per interrogarlo dopo che questi ha mostrato di avere la borsa di una vittima.
Groon
Proprietario di un emporio a Marvel Creek e membro del Ku Klux Klan. È a capo del drappello incappucciato che va a casa di Jacob per farsi consegnare Mose, ma viene riconosciuto dalla voce. Viene invitato in casa per giungere a un accordo.
La nonna materna di Harry
Donna dal carattere forte ed esuberante, che viveva ad Amarillo, nel Texas del nord, vicino all'altra figlia di nome Earlene, che dopo le devastazioni del Dust Bowl emigra in California. Guida l'automobile e diventa amica di Meggie.

## Analisi
Per le tematiche sviluppate, il romanzo ha numerosi punti in comune con il capolavoro di Harper Lee Il buio oltre la siepe, del 1960, del quale sembra quasi una sorta di ideale riscrittura in chiave contemporanea. In entrambi i racconti, infatti, i protagonisti sono due ragazzini (il più grande, un maschio, che cerca di sorvegliare e proteggere la sorella più piccola); il loro padre, rappresentante dell'autorità costituita e persona rispettata nella comunità, cerca invano di sottrarre da un'ingiusta punizione un uomo di colore ritenuto colpevole di crimini (a sfondo sessuale) che non ha commesso; nell'economia del racconto trova posto un giovane disturbato mentale, che i protagonisti scambiano per una creatura soprannaturale e malvagia e dal quale sono spaventati, finché, negli sviluppi finali del racconto, quando anche i ragazzini rischiano di diventare loro stessi vittime del vero colpevole dei crimini, l'intervento provvidenziale del temuto "mostro" è decisivo per la loro salvezza.
Il cognome della famiglia protagonista della vicenda è Collins, esattamente come quello di Hap Collins, eroe insieme a Leonard Pine della nota e fortunata serie di romanzi di Lansdale iniziata con Una stagione selvaggia. Sebbene anche le avventure di Hap & Leonard si svolgano nel Texas orientale, non è dato individuare altri possibili collegamenti che inducano a ritenere In fondo alla palude una sorta di prequel di quella serie di romanzi.

## Edizioni
- (EN) Joe R. Lansdale, The Bottoms, Mysterious Press, 2000, ISBN 1-892284-60-X.

- Joe R. Lansdale, Sotto gli occhi dell'alligatore, collana Il Giallo Mondadori, traduzione di Francesco Salvi, Milano, Arnoldo Mondadori Editore, 2002.
- Joe R. Lansdale, In fondo alla palude, collana Collezione Immaginario, traduzione di Francesco Salvi, Roma, Fanucci, 2004, ISBN 88-347-0981-0.
- Joe R. Lansdale, In fondo alla palude, collana Ventesima, nuova traduzione di Luca Conti, Roma, Fanucci, 2010, ISBN 978-88-347-1601-4.
- Joe R. Lansdale, In fondo alla palude, collana Super ET, traduzione di Andrea Mattacheo, Torino, Einaudi, 2019, ISBN 9788806240455.